# Luis Teisseire
Luis Teisseire (Buenos Aires, 24 de octubre de 1883 - ídem, 3 de mayo de 1960) fue un flautista, compositor, letrista y director de orquesta argentino dedicado al género del tango.

## Primeros años
Sus padres, Jean Teisseire, nacido en Francia, y María Puzzi, oriunda de Génova, Italia, no tenían mayores recursos. Luis hizo sus estudios primarios y cursó hasta el segundo año del Colegio Nacional. Según Juan Silbido hasta allí llegaron sus estudios, en tanto que Mario Valdéz afirma que llegó a cursar el primer año de la carrera de Derecho. A los 15 años se empleó en la florería de Vitale y tuvo otros diversos trabajos, como pintor, zapatero y peón de pala y pico del Ferrocarril Sur. Leía libros de ideas que por entonces eran avanzadas y se hizo anarquista. Mostró su vocación literaria en obritas teatrales que escribía para conjuntos de aficionados en las cuales reflejaba su ideología ácrata, como las tituladas La calumnia y La vuelta del capitán y después se volcó a la poesía popular. Un muchacho de su barrio a quien le enseñó a leer y escribir le regaló como agradecimiento una flauta que lo movió a empezar a aprender música, primero por su cuenta y luego bajo la dirección de Mauricio Guariglia, autor del conocido tango La galarcita. Se casó con Elvira Ema Luisa Gianelli, de 22 años, el 21 de noviembre de 1907.

## Actividad profesional
No había comenzado el siglo XX cuando Teisseire ya trabajaba como flautista en el Café de Hansen en un trío con el guitarrista Eusebio Aspiazu y el violinista Julián Urdapilleta; más adelante trabajó en El Quiosquito y en cafetines de La Boca, entre otros lugares. También integró conjuntos reputados como los de Rosendo Mendizábal, Alfredo Bevilacqua, Carlos Posadas y el de Augusto Berto, conjunto este último con el que participó en grabaciones para el sello Atlanta y llegó a dirigir en 1907 su propio conjunto, el afamado “Orfeón del Oeste”, con el que obtuvo diversos premios en concursos populares y carnavalescos. Fue el primer director que llevó su orquesta típica a los teatros para los bailes de carnaval, cuando se presentó con tres bandoneones en el Teatro Nacional del empresario Pascual Carcavallo. Hasta 1925 dirigió su orquesta en los principales teatros porteños.

## Labor como compositor
Hacia 1900 dio a conocer su tango La Nación en la época en que actuaba en el Café de Hansen formando trío con los violinistas Genaro Luis Vázquez y Ernesto Ponzio, “El Pibe Ernesto”.. De 1909 es su indiscutido éxito Bar Exposición, referido al local de Florida 656, del cual solamente en su primera edición papel se vendieron 80 mil ejemplares.
En 1918 trabajó en el cabaret L'Abbaye, de la calle Esmeralda casi Corrientes, en el cuarteto de Augusto P. Berto (director y bandoneonista), con José Sassone al piano y Peregrino Paulos en violín. Una discusión entre el portero de dicho local y una joven prostituta francesa, traída al país por proxenetas marselleses, a la que no dejaban entrar por orden de los dueños le inspiró para componer el tango Entrada prohibida, al que se acoplaron distintas letrillas hasta que quedó como definitiva la de Juan Andrés Caruso; lo grabó Genaro Veiga en Estados Unidos para discos Brunswick alrededor de 1929.
Teisseire consideraba que Por ella, de 1925, era su tango más logrado; fue muy difundido por la actriz argentina Lita Duc, que integraba un elenco francés de revistas que actuó en el teatro Ópera. Por otra parte, su canción de cuna Germinase (1921) fue galardonada con el primer premio consistente en diez argentinos oro en el concurso organizado por la firma homónima.
Varios compañeros músicos le dedicaron piezas musicales, entre ellos:
- Juan Maglio ("Pacho") le dedicó el tango Sábado Inglés,  con letra de Eugenio Cárdenas.
- Augusto P. Berto le dedicó en 1920 el tango Curupaytí.
- Juan Rodríguez le dedicó el tango Que…Papita!, edición Breyer (diciembre de 1916).
- Ángel Pastore le dedicó su tango milonga San Antonio (De Areco).
- Juan de Dios Filiberto en 1924 le dedicó el tango Amigazo, con letra de Francisco Brancatti y Juan Miguel Velich.[2]

## Labor periodística y gremial
Fue uno de los fundadores, y varias veces presidente, de la Asociación de Autores y Compositores de Música, una de las dos entidades que en 1936 conformaron la Sociedad Argentina de Autores y Compositores, y bregó en la lucha por la protección de los derechos de autor.
Escribió comentarios en la revista Música criolla, una publicación bimensual de estudios y comentarios sobre temas musicales de actualidad. Excelente músico, conocedor de la armonía y la composición, en la década de 1920 publicó un método progresivo de solfeo que fue reconocido por la crítica de la época como un instrumento útil para la enseñanza.

## Algunas de las obras de su autoría
Tangos
- La Nación (1900)
- Muy de la plataforma (1908)
- Cosa linda barata (denominado también Bar Exposición) (1909)
- El canchero (1914)
- Marta (1914)
- El rulito (1915)
- Carnerito (1916)
- Entrada prohibida (1918)
- Cinco a dos (1918)
- La capillita (1919)
- El vasco de Olavarría (1920)
- Entrada libre, con letra de Rodolfo Sassone (1920)
- Del pasado (1921)
- Lomanquén (1921)
- El último mate, con música de Juan de Dios Filiberto (1922)
- Truco (1922)
- De mil amores (1922), con música de Juan de Dios Filiberto
- Celeste y blanco (1922), con letra de Arturo Kolbeneyer[4]
- El ramito (1923), en colaboración con Filiberto y con letra de Gabino Coria Peñaloza[4]
- El serrucho (1924)[2]
- Mano mora (1924)[4]
- Por ella (1925)[4]
- A contramano (1928), con letra de Juan Andrés Caruso[4]
- Sonaste tiburón
- Mi destino
- Una milonga de amor
- Madrecita yo me muero
- Mis penas
- Don Farías
- Otoñal
- Atardecer, con Germán R. Teisseire y letra de Jesús Fernández Blanco, circa 1940.[2]

Tangos milonga
- La picasa (1917)
- Figurita (1919)
- El serrucho

Tangos canción
- Calandria (1926), con letra de Juan Andrés Caruso[4]
- Farolito viejo (1927), con letra de José Eneas Riú.[4]
- Cuando mi barrio se duerme (1928), grabado en 1920 por Francisco Lomuto con la voz de Charlo[2]

Tangos humorísticos
- Primer auxilio (1929)
- Miau (1929)

Valses
- Ateísmo (1915)
- Clarita (1915)
- Ausencia (1916)
- Jamás (1917)
- Croyance brisse (1919)
- El antifaz negro (1919)
- Una fiesta en mi ranchito (1922)
- Corazón (1928).

Mazurca
- ¿Te acuerdas?  (1908)
- General Villegas (1910)

Estilos criollos
- Mi guitarra (1913)
- Sin el calor de tu alma (1922)
- El fogón (1925)
- Mi guitarra (1927)

Ranchera
- En mi rancho hay una flor (1929)

Pasodoble
- Flor de España (1925)

Canción de cuna
- Germinase (1921)